# میچکووکا
میچکووکا (به لاتین: Mieczkówka) یک روستا در لهستان است که در گمینا بانگه مازورسکیه واقع شده‌است.